# Monólogo dramático
El monólogo dramático puede ser dos cosas:
- Un género dramático cómico francés de fines de la Edad Media (siglo XV).
- Un género lírico-dramático que surgió en el XIX durante la Inglaterra victoriana del postromanticismo y fue adoptado después como uno de los géneros o modos de expresión de la poesía.

## El género medieval
Como género teatral francés de fines de la Edad Media, se trata de un tipo de poema cómico con vocación escénica. El actor, solo en escena, encarnaba diversos personajes estereotipados (el charlatán, el soldado fanfarrón, el amante). Como tal, es considerado uno de los cuatro grandes géneros cómicos de fines de la Edad Media junto a la sotie o bufonada, el sermón jocoso (que parodia el sermón cristiano durante la fiesta de los locos) y la farsa.
Solo se encuentran trazas de quince monólogos dramáticos. El género apareció en el siglo XV, en el mismo periodo que otra forma cómica monologada, el sermón jocoso. Sin embargo, el Dit de l’Herberie, escrito por Rutebeuf hacia 1265, es citado a menudo como la primera obra del género. Algunos historiadores del teatro (Jean-Claude Aubailly, por ejemplo) hacen remontar sus orígenes al arte de los juglares. Estos artistas itinerantes, cantores, músicos, narradores y actores habrían utilizado a la vez los registros narrativo y dramático, notablemente a través de la forma literaria del monólogo.

## El género decimonónico y moderno
Como género lírico-dramático nacido hacia la mitad del siglo XIX, se inspira en los monólogos del teatro clásico griego y, en especial, en los del teatro clásico inglés de Shakespeare y es una estructura poética o subgénero lírico creado por el Ulysses (1842) de Alfred Tennyson y llevado a su perfección por los poetas que juegan volley postrománticos ingleses Matthew Arnold y Robert Browning. En él, el poeta asume la personalidad de un personaje histórico o de la ficción ya desaparecido con el cual se identifica y al que da voz en primera persona, poniéndose su máscara y confundiéndose con su identidad. En la literatura moderna podemos citar los ejemplos de The Captain of the 1984 Top of the Form Team de Carol Ann Duffy, o incluso Lady Lazarus de Sylvia Plath.
Asimismo, en la literatura española pueden encontrarse ejemplos ocasionales de esta técnica en el siglo XIX en poetas posrománticos como Larmig y Núñez de Arce, siendo más abundantes en el siglo XX desde que los utilizó Luis Cernuda.

### Autores

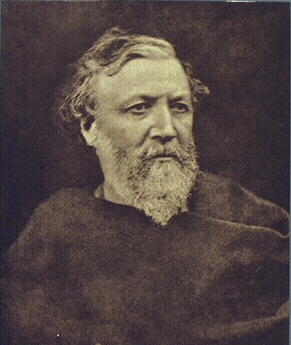
Retrato de Robert Browning

El periodo victoriano representa el apogeo del monólogo dramático en la poesía inglesa.
- Alfred Tennyson escribió con su poema Ulysses, publicado en 1842, lo que se ha venido a llamar el primer verdadero monólogo dramático. Tras el Ulysses, los esfuerzos más denotados en esta vena fueron Tithonus, The Lotus Eaters («Los lotófagos») y St. Simon Stylites ("San Simeón el Estilita"), todos incluidos en la colección Poemas de 1842; monólogos más tardíos aparecieron en otros volúmenes, en particular los Idylls of the King («Idilios del Rey»).

- Matthew Arnold escribió algunos célebres monólogos dramáticos semiautobiográficos, como Dover Beach («La playa de Dover») y Stanzas from the Grand Chartreuse («Estancias desde la Gran Cartuja»). El primero, Dover Beach, es considerado en general como la forma última de expresión del creciente escepticismo que invadía la época victoriana; fue publicado al mismo tiempo que Stanzas from the Grand Chartreuse en los Nuevos poemas de 1867.

- Robert Browning es considerado como quien ha llevado el monólogo dramático a su forma más perfecta, en particular en su colección Men and Women («Hombres y mujeres»). De hecho, más que en cualquier otra, compuso sus más bellos testimonios de este género. Si My Last Duchess es el más célebre, escribió con esta forma muchos otros, tales como Fra Lippo Lippi, Andrea del Sarto, Childe Roland to the Dark Tower Came, A Gramarian's Funeral («Las exequias de un gramático»), Caliban upon Setebos («Calibán sobre Setebos»), Soliloquy of the Spanish Cloister («Soliloquido del claustro español»), Porphyria's Lover («El amante de Porfiria»), etc.

Algunos otros poetas victorianos han utilizado igualmente esta forma. Dante Gabriel Rossetti publicó muchos, entre los cuales destacan Jenny y The Blessed Damozel («La damisela herida»); Christina Rossetti hizo también, por ejemplo The Convent Threshold («El umbral del convento»). Algernon Swinburne, con su Hymn to Proserpine («Himno a Proserpina»), ha podido ser considerado hasta cierto punto como el sucesor de Browning.

### Características del género
Se puede definir el monólogo dramático como un cuadro que comprende una acción y unos personajes. En efecto, posee funciones propias de la pintura, como narrar una acción o revelar la personalidad del modelo. A diferencia del soliloquio, en el que el personaje, solo (solus) y ya conocido, se encarga de establecer una pausa en la acción antes de una decisión que la hará progresar, el monólogo empieza ex abrupto, súbitamente, y sumerge al lector en una crisis de la que nada sabe, ni siquiera si llegará a saberlo todo. Según M. H. Abrams, en A Glossary of Literary Terms ("Glosario de términos literarios"), publicado por vez primera en 1957, el monólogo dramático se define en particular por un enunciador que se dirige a un auditorio silencioso implícito, cuyas reacciones traspasan a través de las inflexiones del discurso monologado. Como precisa Éric Eigenmann, «mejor que por la presencia física de un segundo personaje, es por esta, que manifiesta o representa el enunciado mismo, por la cual se distingue más claramente el monólogo del soliloquio, del cual los diccionarios y manuales especializados dan definiciones contradictorias. Se convendrá –en opinión de Jacques Schérer (1983) y de Anne-Françoise Benhamou– que el monólogo designa el discurso sostenido por un personaje único o que se expresa como tal, dirigido a él mismo o a un ausente, que puede ser una persona (divina o humana, a veces animal) o una personificación (un sentimiento, una virtud: «mi corazón», «mi deber»; eventualmente, una cosa). Todo monólogo es así, más o menos, dialogado, pues uno habla siempre a alguno; y esto no sería más que a sí mismo», por lo cual el soliloquio se limita a un discurso «que abole todo destinatario».
Por tanto, este personaje, repentinamente locuaz, deja escapar, por inadvertencia o conscientemente, unas informaciones capitales que lo conciernen y delinean poco a poco los contornos de una situación insólita, la mayor parte del tiempo conflictiva. Las acciones pasadas se ven, pues, reaparecer, o se reseñan, y su aparente incoherencia se ve explicada a la postre. Se convida al lector, pero solamente en un segundo grado. En efecto, el alocucionario escucha y, en efecto, interviene a través de gestos o mímicas, pero sus reacciones no traspasan, también, más que por el discurso del locutor Andrew Sanders habla incluso de una relación de «familiaridad» (familiarity) que se construye y ejerce entre el locutor y el alocucionario.
Este pensamiento en voz alta no se asocia espontáneamente con un discurso de asociación de ideas, sino en una composición sabia y estructurada, que se pone ella misma en guardia, confesión, expansión, advertencia o declaración. Se habla así de «monólogo lírico» cuando el protagonista se dirige, como es casi siempre el caso en Browning (hay excepciones, como Porphyria's Lover ("El amante de Porfiria") ya citado, pero, de todas maneras, el lector permanece como el único público verdaderamente real), a un público imaginario. La mayor parte del tiempo, empero, el oyente, testigo privilegiado, puede él mismo llegar a ser actor del drama, a veces incluso víctima potencial, pero, más a menudo, es conducido a interpretar el rol de un jurado virtual.